# Keltenmuseum Hochdorf

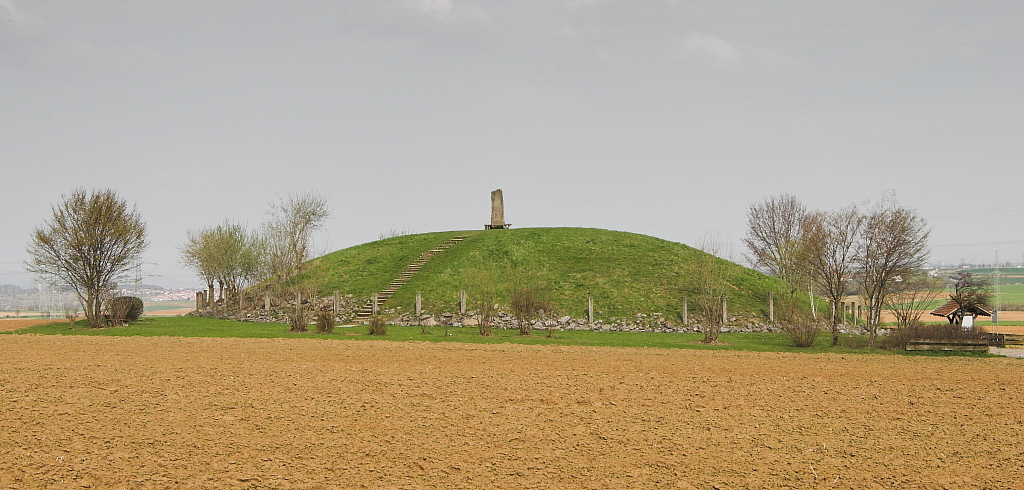
Keltisches Hügelgrab (rekonstruiert)

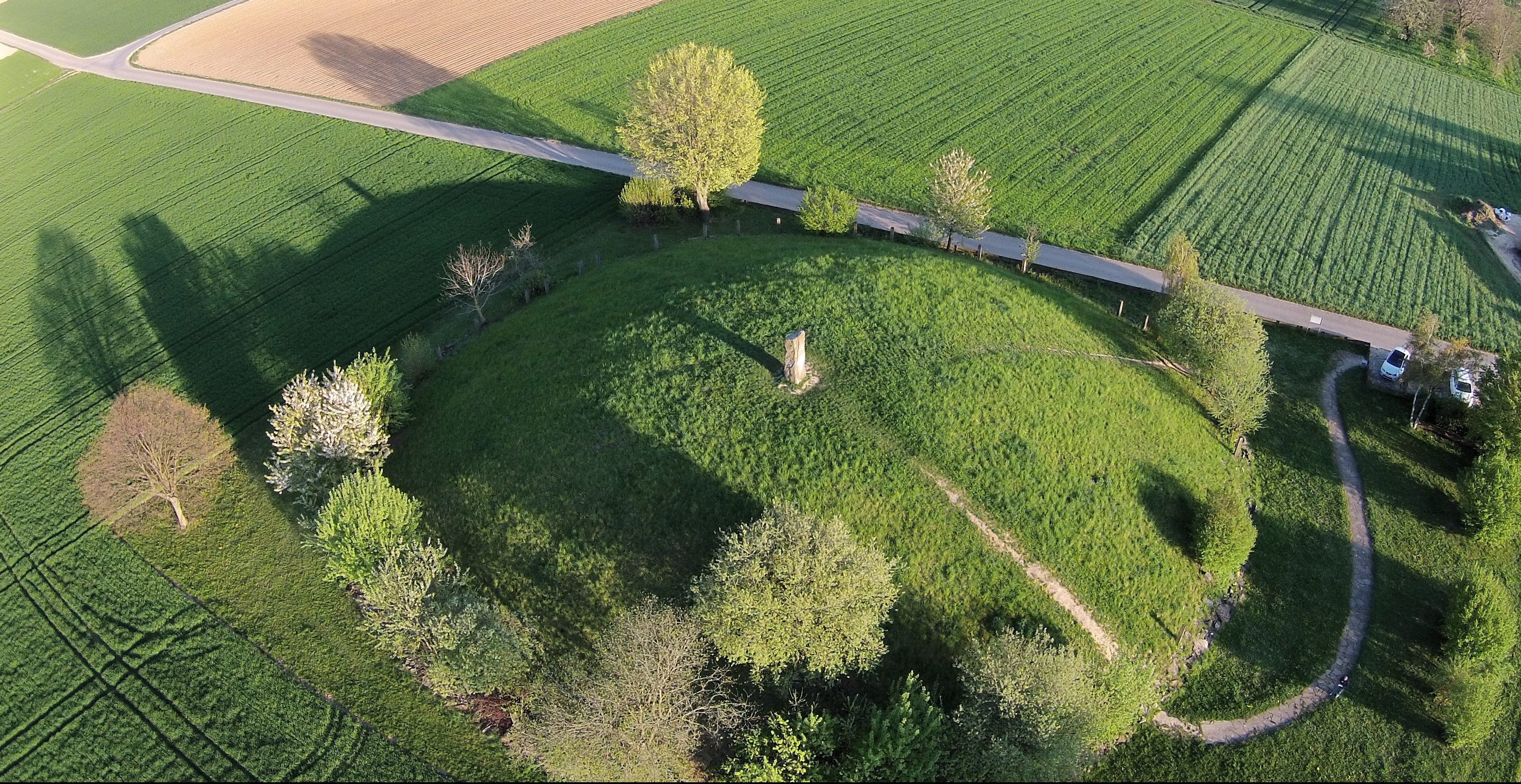
Luftaufnahme des Grabhügels am Abend aus nördlicher Richtung

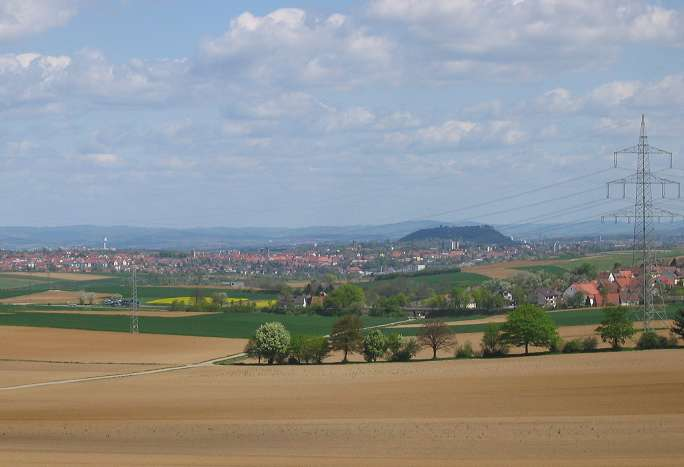
Ausblick vom Grabhügel Richtung Osten zum Hohenasperg

Das Keltenmuseum Hochdorf/Enz befindet sich im Eberdinger Ortsteil Hochdorf, rund 18 km westlich von Ludwigsburg im Landkreis Ludwigsburg. Es zeigt vor allem Repliken der Funde aus dem 1978 ausgegrabenen keltischen Hügelgrab am Rande des Orts und gibt einen Überblick über die Lebensweise der Kelten im Allgemeinen.

## Großgrabhügel mit Prunkgrab
Am Ortsrand befindet sich ein gewaltiges hallstattzeitliches Hügelgrab (48° 53′ 20″ N, 9° 0′ 35″ O), das nach den Ausgrabungen wieder rekonstruiert wurde. Mit einer Höhe von ca. sechs Metern und einem Durchmesser von 60 Metern zählt es zu den größten seiner Art. Hier wurde um 550 vor Christus ein „Fürst“ der Hallstattkultur mit großem Aufwand und reichen Grabbeigaben bestattet. Die Lage der Grabstätte wurde mit Bedacht gewählt: Vom Hügel aus hat man Richtung Osten einen freien Blick auf den vermuteten Fürstensitz Hohenasperg. Genetische und isotopenanalytische Untersuchungen aus dem Jahr 2024 zeigen eine enge Verwandtschaft zwischen dem in Hochdorf bestatteten Mann und dem Zentralbestatteten vom Hohenasperg (Grafenbühl); am wahrscheinlichsten handelt es sich um ein Onkel–Neffe-Verhältnis über die mütterliche Linie, das als Hinweis auf dynastische Nachfolge in der westhallstättischen Elite diskutiert wird. Die Strontium- und Sauerstoffisotopenwerte des Hochdorfer Individuums liegen zudem im lokalen Referenzbereich und sprechen für eine überwiegend regionale Mobilitätsbiografie.
Die Grabkammer hat eine Größe von 4,70 m × 4,70 m und war aus Eichenholz angefertigt. Diese Kammer wurde von einer weiteren Kammer umgeben und das Ganze zum Schutz vor Grabräubern von einer 50 Tonnen schweren Steinpackung bedeckt.
Das Grab blieb so lange vor Entdeckung und Plünderern geschützt, weil der Grabhügel bis auf eine unmerkliche Erhebung abgeflacht war. Steine, die beim Pflügen zum Vorschein kamen, brachte eine ehrenamtliche Mitarbeiterin des Landesdenkmalamtes auf die Spur der alten Anlage.

## Museum
Zur Gestaltung des 1991 eröffneten Museumsgebäudes wurden Elemente des Grabhügels aufgegriffen. Der Metallbogen an der Front des Gebäudes stellt den Grabhügel dar, die nachgebaute und mit Repliken ausgestattete Grabkammer befindet sich unter diesem Bogen an der gleichen Stelle wie einst im richtigen Grab. Die Repliken wurden mit eisenzeitlicher Technik hergestellt, die originalen Funde befinden sich im Landesmuseum Württemberg in Stuttgart. Zur Dauerausstellung gehört außerdem das originale Skelett des Fürsten sowie Dokumentationsfilme über den Fund und die Ausgrabung. Nach einer energetischen Erneuerung präsentiert sich das Museum seit Anfang 2024 u. a. mit einem neuen Kinoraum auch museumsdidaktisch neugestaltet.
Neben dem Museumsgebäude befindet sich ein kleines Freilichtmuseum mit Rekonstruktionen verschiedener keltischer Gebäude, deren Überreste an ebendieser Stelle gefunden worden waren. Hier werden hallstattzeitliche Handwerkstechniken wie z. B. die Eisengewinnung mit einem Rennofen dargestellt und ein umfassender Überblick über die intensive eisenzeitliche Besiedlung der Region Ludwigsburg vermittelt, in der über 150 Fundstellen aus dieser Zeit entdeckt wurden.
Im Sommer findet im Freilichtmuseum regelmäßig ein Programm rund um die Eisenzeit statt. Es gibt eine vom Keltenmuseum veranstaltete Vortragsreihe, die meist in Kooperation mit dem Förderverein Keltenmuseum Hochdorf/Enz und der Gesellschaft für Archäologie in Baden-Württemberg durchgeführt wird. Im Museum werden im Wechsel Sonderausstellungen über ähnliche Funde oder spezielle Themen wie z. B. Goldschmuck gezeigt.

## Grabfunde

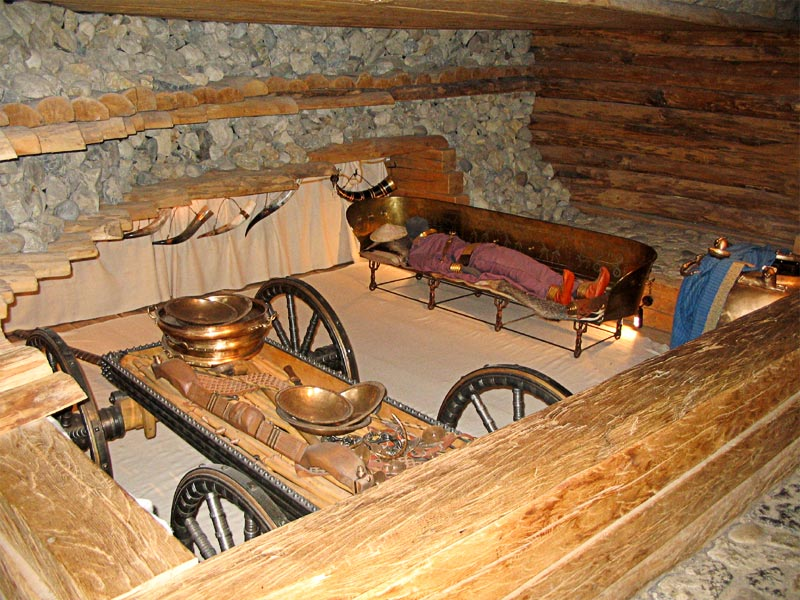
Rekonstruktion des Keltengrabs im Museum. Vorn der Wagen mit Geschirr, hinten die Totenliege. Vor der Wand sind Trinkhörner aufgehängt. Hinten rechts steht der große Bronzekessel.

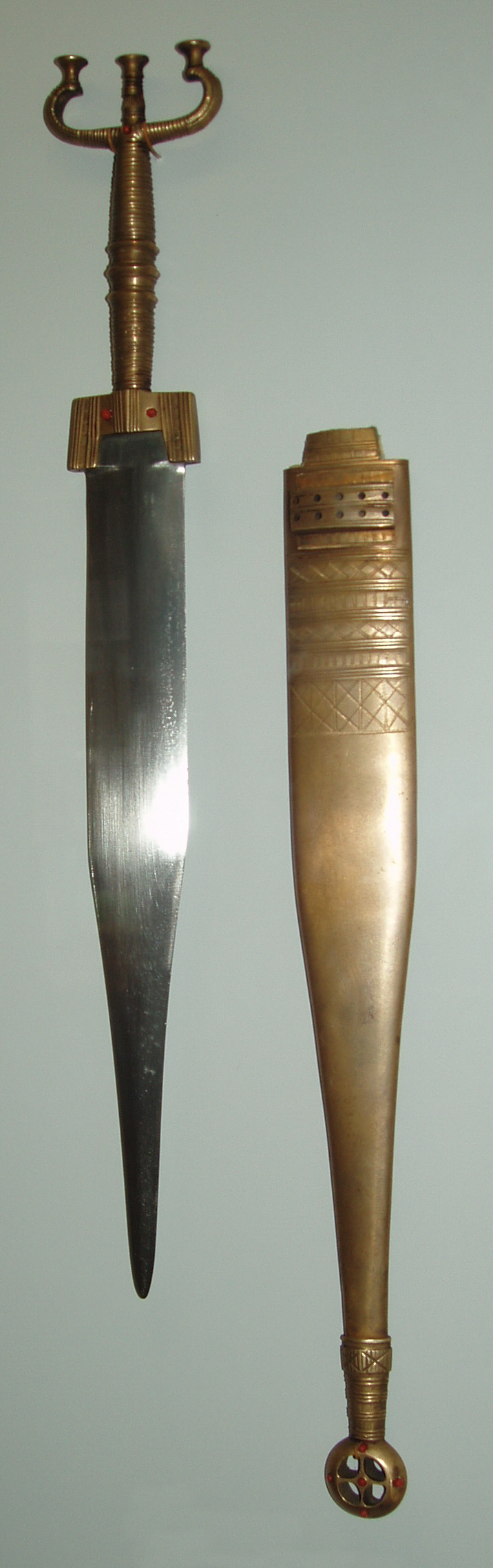
Replik des Dolches aus dem Fund

Da das Grab vor der Ausgrabung nicht ausgeraubt worden war, konnten hier besonders spektakuläre Funde gemacht werden.

### Persönliche Ausstattung des Toten
Der Tote selbst war reich ausgestattet und geschmückt. Er trug goldene Fibeln, einen Goldarmreif, einen Gürtel, von dem noch das goldene Gürtelblech vorhanden ist, sowie einen Prunkdolch und goldene Schuhbesätze. Diese Beigaben wurden eigens für die Bestattung angefertigt. Zu Lebzeiten getragen wurde der breite Goldhalsreif mit umlaufenden Reihen aus Reiterfigürchen. Zudem trug der Verstorbene einen kegelförmigen Hut aus Birkenrinde. Diese als Statussymbole zu betrachtenden Beigaben finden sich ebenfalls an der Statue des Kriegers von Hirschlanden.
Die weitere persönliche Ausstattung des Toten besteht aus zwei bronzenen Gewandspangen, welche die Grabtücher zusammenhielten, einem fein gesägten Kamm, einem Rasiermesser, einem Nagelschneider aus Eisen, drei Angelhaken und einem kleinen Eisenmesser. Diese Beigaben befanden sich in einem Stofftäschchen mit bronzebeschlagenem Lederverschluss auf der Brust des Toten. Die Ausstattung wurde durch fünf Bernsteinperlen vervollständigt.
Im Kopfbereich des Grabherrn lag ein bronzebeschlagener Köcher aus dem Wurzelholz der Schwarzpappel, in dem sich 14 Pfeile befanden, außerdem ein Messer mit geschnitzter Holzscheide.

### Das Skelett
Die sterblichen Überreste des Toten bestehen ausschließlich aus Knochen, es konnten weder Haare noch Gewebe gefunden werden.
Beim Zusammensturz der Grabkammer wurde die Bronzesitzbank, inklusive des darauf gebetteten Toten, zusammengedrückt und das Skelett dadurch fragmentiert. Besonders der Schädel wurde in Mitleidenschaft gezogen, der rechte Unterarm befand sich bei der Ausgrabung sogar unter der Sitzfläche. Basierend auf dem Skelett konnte das Sterbealter auf ca. 50 Jahre festgelegt werden. Auch das biologische Geschlecht ließ sich so bestimmen. Die bestimmte Körperhöhe von 1,80 m ist auffallend groß für die Zeit, dies kann eventuell durch Akromegalie erklärt werden. Der Keltenfürst hatte des Weiteren bereits arthritische Veränderungen an den Knochen sowie eine Stirnhöhlenentzündung. Seine Wirbelsäule zeigt Verschleißerscheinungen und seine Zähne sind stark abgenutzt, was durch den Konsum von säurehaltigen Lebensmitteln wie Wein und Früchten erklärt werden kann.
Laut einer paläogenetischen Untersuchung des Max Planck Institut weist der Tote eine enge Verwandtschaft mit dem im Prunkgrab Grafenbühl zentral Bestatteten auf. Dieser dürfte der Sohn seiner Schwester sein. Die Zuordnung stützt sich auf den Abgleich langer, identischer DNA-Segmente (IBD) und uniparentaler Marker und wird im Kontext politischer/elitäter Nachfolgestrukturen interpretiert. Isotopenbefunde aus derselben Studie untermauern, dass der in Hochdorf Bestattete nicht als Fernmigrant einzustufen ist.
Das originale Skelett befindet sich im Keltenmuseum Hochdorf/Enz.

### Die Bronzesitzbank
Der Tote wurde auf einer Bronzesitzbank zur letzten Ruhe gebettet. Diese ist mit gepunzten Szenen verziert: in der Mitte der Rückenlehne befinden sich hierbei drei Schwertkampfpaare, an den Seiten vierrädrige Wagen. Diese Motive sind allerdings fremd im Motivschatz der Hallstattkultur. Die nächsten stilistischen Vergleiche zu diesen Motiven finden sich in der Situlenkunst Oberitaliens und dem Südostalpenraum. Dort werden meist festliche Gelage, Wagenfahrten, die Jagd oder Musik- und Sportwettkämpfe dargestellt.
Die Sitzbank ist 2,75 m lang und wird von acht weiblichen Figuren mit je einem Rad zwischen den Füßen getragen. Gepolstert wurde die Sitzbank mit einer Bastunterlage und abwechselnd Dachsfellen, Basttextilien, Textilien aus Dachswolle, Woll- und Leinenstoffen.

Die Bronzesitzbank weist Abnutzungsspuren und eine altertümliche Bildebene auf, was dafür spricht, dass sie bereits als Altstück ins Grab gelangte.

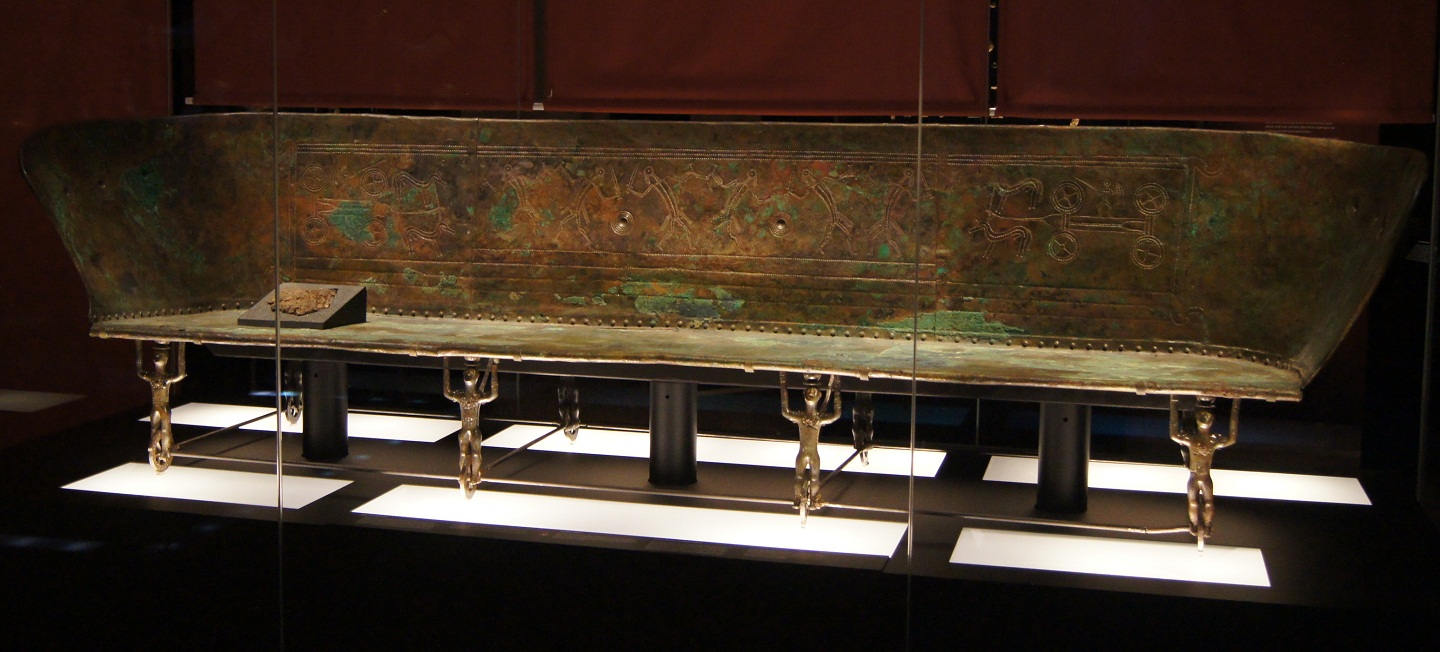
Sitzbank aus Bronze, Original im Landesmuseum Württemberg

### Der Prunkwagen
Ein Prunkwagen gehörte zur Zeit der Grablege zur typischen Beigabe der damaligen Elite. Diese dienten nicht zum Transportieren von Lasten, sondern wurden bei festlichen Prozessionen verwendet, vielleicht auch für den Transport des Toten zum Begräbnisplatz. Bei dem Wagen des Grabherrn von Hochdorf handelt es sich um einen fast vollständig erhaltenen vierrädrigen Prunkwagen mit dazugehörigem Pferdegeschirr. Die Räder, die Deichsel und die Außenseite sind fast vollständig mit Eisenblech beschlagen, die Verkleidung besteht hierbei aus über 1300 Einzelteilen, von denen die meisten mit Punzmustern verziert wurden. Der Wagenkasten besteht aus Ulmen- und Eschenholz und enthielt das Schirrzeug für zwei Pferde, bestehend aus einem Doppeljoch aus Ahornholz, welches mit Bronzebändern und einander zugewandten Bronzepferdchen geschmückt war, und den mit Bronzeapplikationen verzierten Ledergurten. Das Kopfgeschirr bestand aus dem Lederzaumzeug, das mit Schmuckscheiben aus Bronze verziert war, und den Trensen mit Mundstücken aus Eisen und Trensenknebeln aus Holz. Außerdem gehört ein hölzerner Treibstachel mit Bronzegriff und Eisenspitze, mit dem die Pferde angetrieben wurden, dazu.

### Das Trink- und Speiseservice
Ebenfalls im Wagenkasten befand sich das Speiseservice. Es besteht aus drei Bronzebecken mit seitlichen Griffen und punzenverzierten Rändern sowie neun Tellern aus Bronze. Es war also für neun Personen gedacht. Das Speiseservice ist eine einheimische Arbeit nach etruskisch-italischen Vorbildern. Es war, worauf Abnutzungsspuren und Reparaturen hindeuten, schon zu Lebzeiten des Grabherrn in Gebrauch. Zum Speiseservice gehört noch ein mehrteiliges Schlacht- und Opferbesteck.
Auch das Trinkservice war ausreichend für neun Personen. Dazu gehören acht Trinkhörner, die an der südlichen Kammerwand mithilfe von zierlichen Bronzehenkeln und Wandhaken aufgehängt wurden. Die Hörner stammen von Auerochsen, die Mündungen wurden mit Goldblechen verziert. Über dem Kopf des Toten befand sich das mächtige neunte Trinkhorn aus Eisen, welches für den Verstorbenen selbst bestimmt war. Es hat ein Fassungsvermögen von 5,5 l und ist am Ende mit kleinen Stierköpfen verziert.
Das Prunkstück des Trinkservices stellt allerdings der große griechische Bronzekessel dar. Er stand in der Nordwestecke der Grabkammer zu Füßen des Toten. Der Kessel ist aus Altteilen zusammengesetzt und am Rand mit drei Löwenfiguren geschmückt. Zwei dieser Löwen wurden um 540 v. Chr. in einer griechischen Werkstatt hergestellt, der dritte Löwe ist eine einheimische Produktion. Er ist meisterhaft ausgeführt, gegenüber den griechischen Löwen aber plastisch reduziert. Der Bronzekessel hat ein Fassungsvermögen von 500 l und war bei der Grablege zu etwa drei Vierteln mit frisch angesetztem Met gefüllt. Im Kessel befand sich bei der Ausgrabung eine goldene Schöpf- und Trinkschale sowie ein Rückstand von Met. Eine Nachbildung dieser Trinkschale wird seit dem Jahr 2000 als Achäologie-Preis Baden-Württemberg verliehen.
Das Speise- und Trinkservice kennzeichnet den Herrn von Hochdorf als den Gastgeber eines Festgelages.

### Textilfunde
Bedeutende Grabfunde sind auch die besonders gut erhaltenen Textilien, die als Wandbehang, Sitzauflage und als Prunktücher, die um den Toten und den Bronzekessel gewickelt wurden, dienten. Dieses Ensemble ist einzigartig für die Eisenzeit in Mitteleuropa. Die meisten Textilien wurden aus Schafwolle gewebt, verwendet wurden aber auch Hanf und Leinen. Die Webarten reichen von der einfachen Leinenbindung bis hin zur aufwendigen Köperbindung. Verziert wurden die Textilien mit kompliziert eingewebten Rauten und Mustern sowie größtenteils mit brettchengewebten Borten. Die meisten Textilien waren blau und gelb, es gab aber auch wertvolle, mit dem aus dem Mittelmeerraum importierten Farbstoff der Kermeslaus rot gefärbte Textilien.

## Nebengräber und Nachbestattung
Im Grabhügel befanden sich zwei Nebengräber, die während der Aufschüttung des Hügels angelegt wurden, sowie eine Nachbestattung am Rand des Hügels, welche deutlich jünger als das Zentralgrab ist. Das erste Nebengrab befand sich südwestlich vom Zentralgrab. In ihm war ein Mann bestattet, der als Beigaben Fibeln des gleichen Typs wie die im Hauptgrab erhalten hatte. Das zweite Nebengrab befand sich unter dem Steinkreis des Hügels. Es besteht aus einer mit Steinen umstellten Kammer, in der ein Mann mit Bronzeschmuck bestattet wurde. Außerdem enthielt dieses Nebengrab ein Tongefäß mit der Asche eines weiteren männlichen Toten.
Bei zwei der Bestatteten wurden durch eine paläogenetische Untersuchung Verwandtschaftsbeziehungen zu im Grabhügel Magdalenenberg bestatteten Personen festgestellt. Insgesamt verortet die Studie Hochdorf in einem überregionalen Verwandtschafts- und Elitenetzwerk, das mehrere hallstattzeitliche Grabhügelplätze im Neckar-Schwarzwald-Raum miteinander verbindet.